# Визволення Харкова від фашистських загарбників (монета)
«Ви́зволення Ха́ркова від фаши́стських зага́рбників» — ювілейна монета номіналом 5 гривень, випущена Національним банком України. Присвячена 70-річчю вигнання нацистських окупантів 23 серпня 1943 року з міста Харкова військами Степового фронту у взаємодії з Воронезьким та Південно-Західним фронтами в ході успішного контрнаступу червоноармійських військ на бєлгородсько-харківському напрямку, який завершив Курську битву.
Монету введено в обіг 21 серпня 2013 року. Вона належить до серії «Друга світова війна».

## Опис монети та характеристики
| Номінал грн. | Метал      | Маса, грам | Діаметр, мм. | Якість виготовлення       | Гурт     | Тираж, штук |
| ------------ | ---------- | ---------- | ------------ | ------------------------- | -------- | ----------- |
| 5            | нейзильбер | 16,54      | 35,0         | спеціальний анциркулейтед | рифлений | 20 000      |

### Аверс
На аверсі монети розміщено: угорі півколом напис «НАЦІОНАЛЬНИЙ БАНК УКРАЇНИ», під яким ліворуч малий Державний Герб України; у центрі — пам'ятник Воїну-визволителю, що прикрашає місто, під ним — рік карбування монети — «2013»; ліворуч номінал — «5/ГРИВЕНЬ» та логотип Монетного двору Національного банку України.

### Реверс
На реверсі монети на дзеркальному тлі зображено композицію: зірка зі стрічки ордена Слави, у центрі якої напис «70/років», лаврова гілка і розміщено написи «ВИЗВОЛЕННЯ ХАРКОВА ВІД ФАШИСТСЬКИХ ЗАГАРБНИКІВ» (по колу) та «1943» (унизу).

## Автори

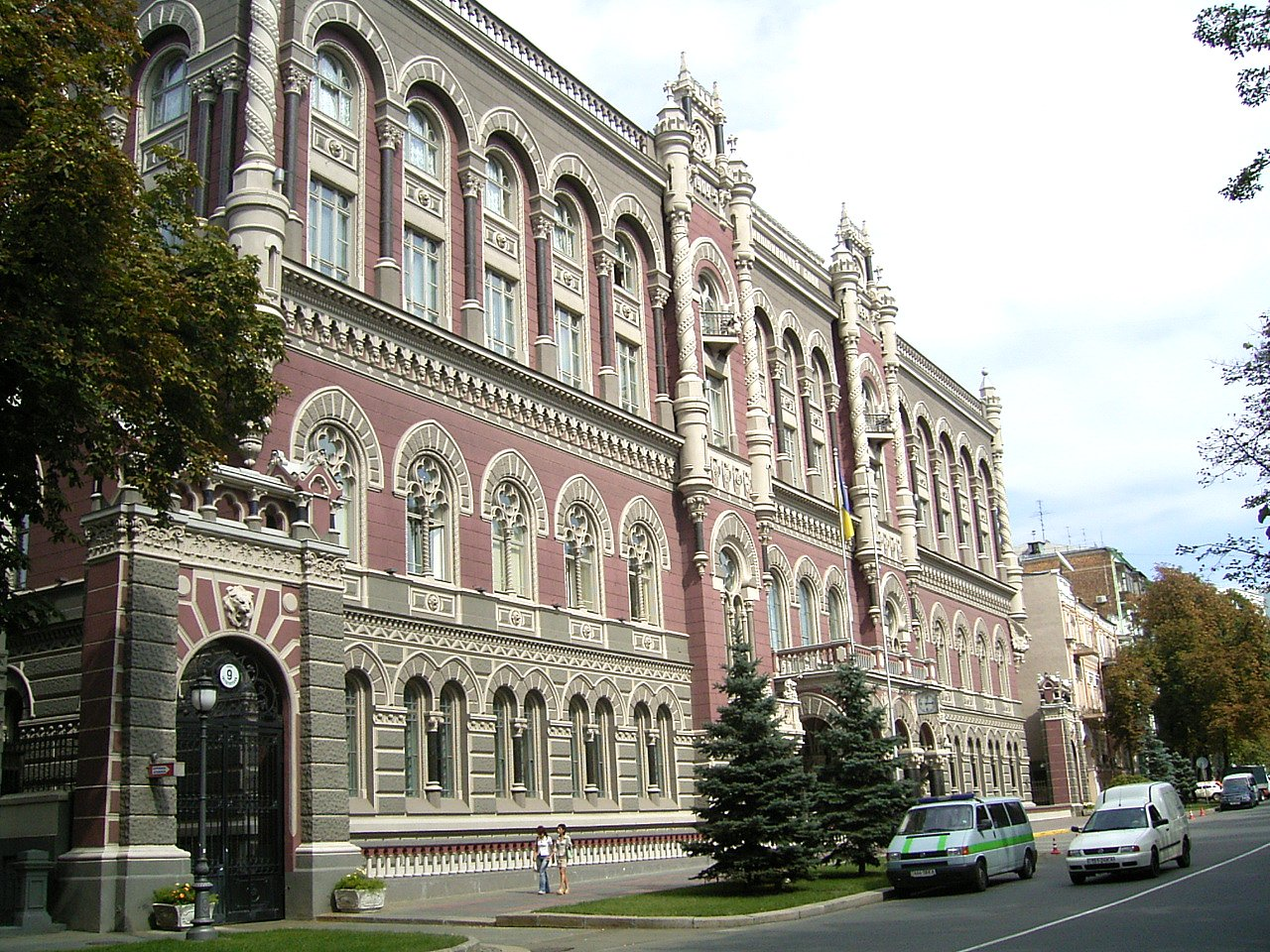
Будівля Національного банку України

- Художники: Дуденко Світлана, Іваненко Святослав.
- Скульптор — Іваненко Святослав.

## Вартість монети
Під час введення монети в обіг у 2013 році, Національний банк України реалізовував монету через свої філії за ціною 20 гривень.
Фактична приблизна вартість монети, з роками змінювалася так:
| Рік        | 2014 | 2015 | 2016 | 2017 | 2018 | 2019 | 2020 | 2021 | 2022 | 2023 | 2024 | 2025 |
| ---------- | ---- | ---- | ---- | ---- | ---- | ---- | ---- | ---- | ---- | ---- | ---- | ---- |
| Ціна, грн. | 70   | 110  | 130  | 215  | 220  | 210  | 210  | 210  | 290  | 450  | 590  | 610  |